# Verviers (okręg)
Verviers (fr. Arrondissement administratif de Verviers, nld. Arrondissement Verviers, niem. Bezirk Verviers) – okręg w północnej Belgii, w Regionie Walońskim, w prowincji Liège.  

## Podział administracyjny
Okręg podzielony jest na 29 gmin (nld. gemeente, fr. commmune, niem. Gemeinde), w skład których wchodzi 61 dzielnic (deelgemeente)
| - Amel (Amblève) - Heppenbach - Meyerode (Meyrode) - Aubel - Baelen (Balen) - Membach - Büllingen (Bullange) - Manderfeld - Rocherath - Burg-Reuland - Reuland - Thommen - Bütgenbach (Butgenbach) - Elsenborn - Dison - Andrimont - Eupen, miasto - Kettenis - Herve, miasto - Battice - Bolland - Chaineux - Charneux - Grand-Rechain (Groß-Richheim) - Julémont - Xhendelesse - Jalhay (Galbach / Gelhaag) - Sart-lez-Spa | - Kelmis (La Calamine) - Hergenrath (Hergenraat) - Neu-Moresnet - Lierneux - Arbrefontaine - Bra - Limbourg (Limburg), miasto - Bilstain (Bilstein / Bilsteen) - Goé (Gulke) - Lontzen - Walhorn - Malmedy (Malemder), miasto - Bellevaux-Ligneuville - Bévercé (Wywertz) - Olne - Pepinster - Cornesse - Soiron - Wegnez - Plombières (Blieberg / Bleiberg) - Gemmenich - Hombourg (Homburg) - Montzen (Montsen) - Moresnet (Alt Moresnet) - Sippenaeken (Sippenaken / Sippenaachen) - Raeren - Eynatten - Hauset | - Sankt Vith (Saint-Vith), miasto - Crombach - Lommersweiler - Recht - Schoenberg (Schönberg) - Spa, miasto - Stavelot (Stablo), miasto - Francorchamps - Stoumont - Chevron - La Gleize - Lorcé - Rahier - Theux - La Reid - Polleur - Thimister-Clermont - Clermont (Klaerment) - Thimister - Trois-Ponts - Basse-Bodeux - Fosse - Wanne | - Verviers, miasto - Ensival - Heusy - Lambermont - Petit-Rechain (Klein-Richheim) - Stembert - Waimes (Weismes) - Faymonville (Außenborn) - Robertville (In der Bivelt) - Welkenraedt (Welkenraat / Welkenrath) - Henri-Chapelle (Hendrik-Kapelle / Heinrichskapelle) |